# Verruculina
Verruculina — рід грибів родини Didymosphaeriaceae. Назва вперше опублікована 1990 року.

## Класифікація
До роду Verruculina відносять 2 види:
- Verruculina enalia
- Verruculina sigmatospora